# Kołysanka

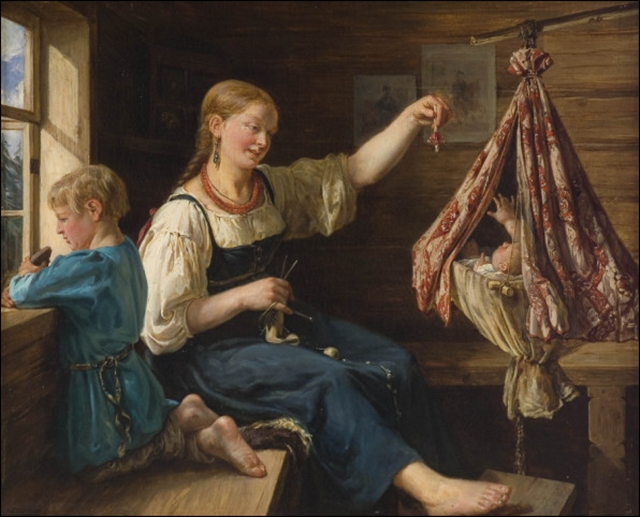
Kołysanka, William-Adolphe Bouguereau, 1875

Kołysanka – krótka piosenka, śpiewana w celu uśpienia dziecka. Jest to forma wywodząca się z tradycji pieśni ludowej. Posiada miarowy rytm i melodię imitującą kołysanie, przeważnie w metrum 3/4 lub 6/8. Odmiana poezji dziecięcej, również forma literacka. Łączy w sobie aspekt psychologiczno-kulturowy, słowo i muzykę.

## Geneza
Kołysanka jest jednym z najbardziej pierwotnych gatunków muzyki, towarzyszącym człowiekowi od zarania dziejów, mającym swe źródło w folklorze. Jej długa droga ewolucji i zmian pozwoliła na przestrzeni wieków wyodrębnić kilka odmian kołysanek. Kołysanka występuje niemal w każdej kulturze i każdym miejscu na Ziemi, trudno więc określić konkretny moment i miejsce powstania gatunku. Jest to forma, która prawdopodobnie wykształciła się samoistnie i naturalnie, ponieważ naturalnym dla człowieka zachowaniem jest kołysanie dziecka i nucenie mu do snu. Stąd też podejrzewa się, iż pierwotna formą kołysanki był rytmiczny zaśpiew, któremu towarzyszyło kołysanie. Ten typ kołysanki nazywa się „potocznym”, ponieważ w tej odmianie kołysanki najważniejsza była melodia (dziecko i tak nie byłoby w stanie tekstu zrozumieć, liczył się tylko dźwięk głosu matki), co czyniło ten typ kołysanki ponadkulturowym i uniwersalnym.
Z tego typu kołysanki wykształciła się kołysanka ludowa, będąca już połączeniem tekstu i melodii. Przekazywane ustnie z pokolenia na pokolenie, kołysanki stanowiły ważny element tradycji. Teksty kołysanek były często bardziej znaczące dla matki niż dla samego dziecka. Zdominowana w społeczeństwie przez mężczyzn, kobieta miała w kołysance możliwość wypowiedzenia się, opowiedzenia swojej historii, swoich problemów i trudów związanych z byciem matką i żoną, a nawet wyrażenia swojej opinii na temat porządku panującego w społeczeństwie. Jednocześnie powstawało również wiele kołysanek, których teksty były bezpośrednio skierowane do dzieci, w dużej mierze były to teksty pouczające dzieci na temat świata, nakazujące im zaśnięcie poprzez straszenie lub przekupywanie, oraz upraszające o dobre zdrowie, sen i szczęście dla dziecka.
Pomimo iż początkowo kołysanki były domeną kobiet, ponieważ to one tworzyły je i przekazywały swoim córkom i wnuczkom, z biegiem czasu zostały one zaadaptowane do literatury i muzyki klasycznej i początkowo tworzone głównie przez mężczyzn. W ten sposób narodziła się kołysanka artystyczna, niekoniecznie będąca już piosenką. Zaczęły powstawać kołysanki muzyczne, będące utworami muzyki klasycznej oraz oddzielone od muzyki kołysanki poetyckie. Do muzyki poważnej kołysanka została zaadaptowana w okresie romantyzmu jako miniatura fortepianowa. Zachowała cechy jej śpiewanego odpowiednika: liryczną, powolną linię melodyczną ze stałym, kołyszącym, dwunutowym akompaniamentem (lewej ręki), opartym na tonice i dominancie. Do najsłynniejszych kołysanek należy Kołysanka Johannesa Brahmsa. Jednak swój rozkwit kołysanka artystyczna przeżywała w XX wieku, obejmując coraz szerszą tematykę w poezji, jednak nadal zachowując cechy łączące je z formą kołysanki.
Kołysanki dzisiaj nie są już tak popularne jak kiedyś, różnią się formą od swojej pierwotnej wersji. Dzisiejsze kołysanki skupiają się na odbiorcy, czyli na dziecku, teksty są przystosowane do dziecięcego postrzegania świata i często odtwarzane, a nie śpiewane przez matki.
Jedną z najbardziej znanych polskich kołysanek jest Ach, śpij kochanie napisana w 1936 roku.

## Odmiany kołysanki
- Pierwotna – prosty zaśpiew, melodia bez znaczącego tekstu.
- Ludowa – połączenie melodii i tekstu wywodzące się z folkloru, mające formę okolicznościową, towarzyszące zasypianiu dziecka. Przekazywane ustnie z pokolenia na pokolenie, nieposiadające autora.
- Artystyczna – najczęściej nie przeznaczona dla dzieci, nie jest już piosenką użytkową. Jest to rodzaj kołysanki dominujący w poezji i muzyce klasycznej.